# Articolazione sterno-costale
Le articolazioni sterno-costali congiungono le prime sette paia di coste allo sterno. L'articolazione tra lo sterno e la prima costa è una sincondrosi, mentre le articolazioni tra lo sterno e le altre coste sono delle artrodie di tipo sinoviale che consentono soltanto piccoli movimenti di scivolamento per gli atti respiratori. L'articolazione tra il secondo paio di coste e lo sterno, trovandosi in corrispondenza dell'articolazione manubrio-sternale, consta di una cavità sinoviale doppia.

## Legamenti

### Legamenti sterno-costali raggiati
Sono nastri lunghi e sottili che si irradiano dalla superficie anteriore e posteriore dell'estremità sternale delle cartilagini costali sulle corrispondenti superfici sternali. I fasci superficiali dei legamenti sterno-costali raggiati si intrecciano con quelli dei legamenti  sterno-costali sovrastanti, sottostanti e controlaterali, e inoltre con i fasci tendinei di origini del gran pettorale.

### Legamenti intra-articolari
Dividono in due la cavità sinoviale corrispondente e si incontrano in genere esclusivamente nell'articolazione tra lo sterno e la seconda cartilagine costale a livello dell'articolazione manubrio-sternale. Raramente si incontrano anche in corrispondenza dell'articolazione tra lo sterno e la terza cartilagine costale a livello dell'incontro tra gli sternebri.

### Legamenti costo-xifoidei
Si irradiano dalla superficie anteriore e posteriore dell'estremità sternale della settima cartilagine costale, e a volte anche della sesta, sulle rispettive facce del processo xifoideo.